# Коваленко, Виталий Александрович
Вита́лий Алекса́ндрович Ковале́нко (род. 17 марта 1934, Москва) — советский волейболист, игрок сборной СССР (1960—1964). Олимпийский чемпион 1964, двукратный чемпион мира (1960, 1962), 8-кратный чемпион СССР. Заслуженный мастер спорта СССР (1962).

## Биография
На протяжении всей своей волейбольной карьеры (1949—1968) выступал за команду ЦДКА/ЦДСА/ЦСКМО/ЦСКА, в составе которой 7 раз становился чемпионом СССР и дважды выигрывал Кубок европейских чемпионов. В составе сборной Москвы: чемпион (1963) и двукратный серебряный призёр (1956, 1959) Спартакиад народов СССР (одновременно чемпион и призёр чемпионатов СССР). Двукратный победитель чемпионатов дружественных армий (1959, 1962).
В 1960—1964 — игрок сборной СССР. В её составе становился чемпионом Олимпийских игр 1964, дважды — чемпионом мира (1960, 1962), выигрывал «бронзу» чемпионата Европы 1963.
В 1956 году окончил Московский инженерно-строительный институт имени В. Куйбышева. Кандидат технических наук (1973), профессор (2010), автор более 60 научных трудов по теории и методике физического воспитания. В 1989—2002 — заведующий кафедрой физического воспитания и спорта Московского государственного строительного университета. С 2002 — работал проректором Российского государственного университета физической культуры, спорта и туризма.
Полковник в отставке. Ветеран подразделения особого риска, участник испытаний атомного оружия на Семипалатинском полигоне. 
В 1976—1980 — заместитель председателя Федерации волейбола СССР, в 1981—1983 — председатель Федерации волейбола Москвы. Заслуженный работник физической культуры Российской Федерации (1998).

## Достижения

### Со сборной СССР
- Олимпийский чемпион 1964.
- двукратный чемпион мира — 1960, 1962.
- бронзовый призёр чемпионата Европы 1967.

### Со сборной Москвы
- чемпион Спартакиады народов СССР 1963 (одновременно чемпион СССР);
  - двукратный серебряный призёр Спартакиад народов СССР (одновременно призёр чемпионатов СССР) — 1956, 1959.

### Клубные
- 7-кратный чемпион СССР — 1955, 1958, 1960, 1961, 1962, 1965, 1966;
  - серебряный призёр чемпионата СССР 1957.
- двукратный победитель розыгрышей Кубка европейских чемпионов — 1960, 1962;
  - двукратный серебряный призёр Кубка европейских чемпионов — 1961, 1963.
- 3-кратный победитель чемпионатов дружественных армий — 1959, 1962.

## Награды и звания
- Медаль «За трудовую доблесть».
- Почётный знак ОКР «За заслуги в развитии олимпийского движения в России» (1998).
- Почётный знак ВФВ «За заслуги в развитии волейбола в России» (2004).
- Почётный знак ВФВ «За вклад в победу на Олимпийских играх» (2013).
- Заслуженный мастер спорта СССР (1962).
- Заслуженный работник физической культуры Российской Федерации (1998)